# Keti
Keti – wieś w Armenii, w prowincji Szirak. W 2011 roku liczyła 993 mieszkańców.